# Tyra (gisement)
Tyra est un gisement de gaz naturel à condensats situé dans les eaux danoises par 38 mètres de profondeur. Il est le plus grand du pays en termes de réserves initiales. 94 milliards de mètres cubes en valeur cumulée en ont été extraits jusqu'à la fin 2014, (sur 231 dans l'ensemble des gisements du pays), ainsi que 28,4 millions de mètres cubes de liquides (178 millions de barils). Fin 2016, c'est encore le deuxième gisement en termes de production, sortant 3 millions de mètres cubes par jour, environ 23 % de la production du pays
Ces chiffres n'incluent pas les gisements périphériques rattachés à la même infrastructure, notamment Tyra sud-est. Les plates-formes de Tyra assurent aussi le transit de la production d'autres gisements danois, ainsi 90 % du gaz danois dépend de cette infrastructure. 
En 2016 Maersk annonce son intention de fermer dès 2018 des plates-formes vieillissantes, vulnérables aux tempêtes et fragilisées par la subsidence du sous-sol. Cette décision peut rendre inexploitables les réserves restantes, tant dans Tyra lui-même que dans d'autres gisements. Mais fin 2017, le pétrolier danois, en cours de rachat par Total annonce après de longues négociations avec le gouvernement, qu'il va redévelopper le gisement, en reconstruisant complètement les plates-formes.